# Ogcodes zonatus
Ogcodes zonatus este o specie de muște din genul Ogcodes, familia Acroceridae, descrisă de Wilhelm Ferdinand Erichson în anul 1840. Conform Catalogue of Life specia Ogcodes zonatus nu are subspecii cunoscute.